# Muzeum Chleba
Muzeum Chleba, celým názvem Muzeum Chleba, Szkoły i Ciekawostek, je muzeum, které se nachází ve městečku Radzionków ve gmině Radzionków v okrese Tarnovské Hory (Powiat tarnogórski) ve Slezském vojvodství v jižním Polsku.

## Historie a zaměření muzea
Muzeum Chleba shromažďuje a představuje sbírky, které mají přímou souvislost s výrobou, užitím a úctou ke chlebu. Zvláštní pozornast je věnována polskému chlebu a tradicím, které s ním souvisejí. Návštěvníci mají také možnost si připravit a upéct vlastní chléb. Nachází se zde také expozice historické školy a dalšího regionálního folklóru a historie. Muzeum bylo slavnostně otevřeno 26. dubna 2000. Muzeum vzniklo ze soukromých sbírek, které založil Piotr Mankiewicz. Vstup je zpoplatněn.

## Další informace
Muzeum se nachází na autoturistické a turistické trase Szlak Zabytków Techniki Województwa Śląskiego.

## Galerie

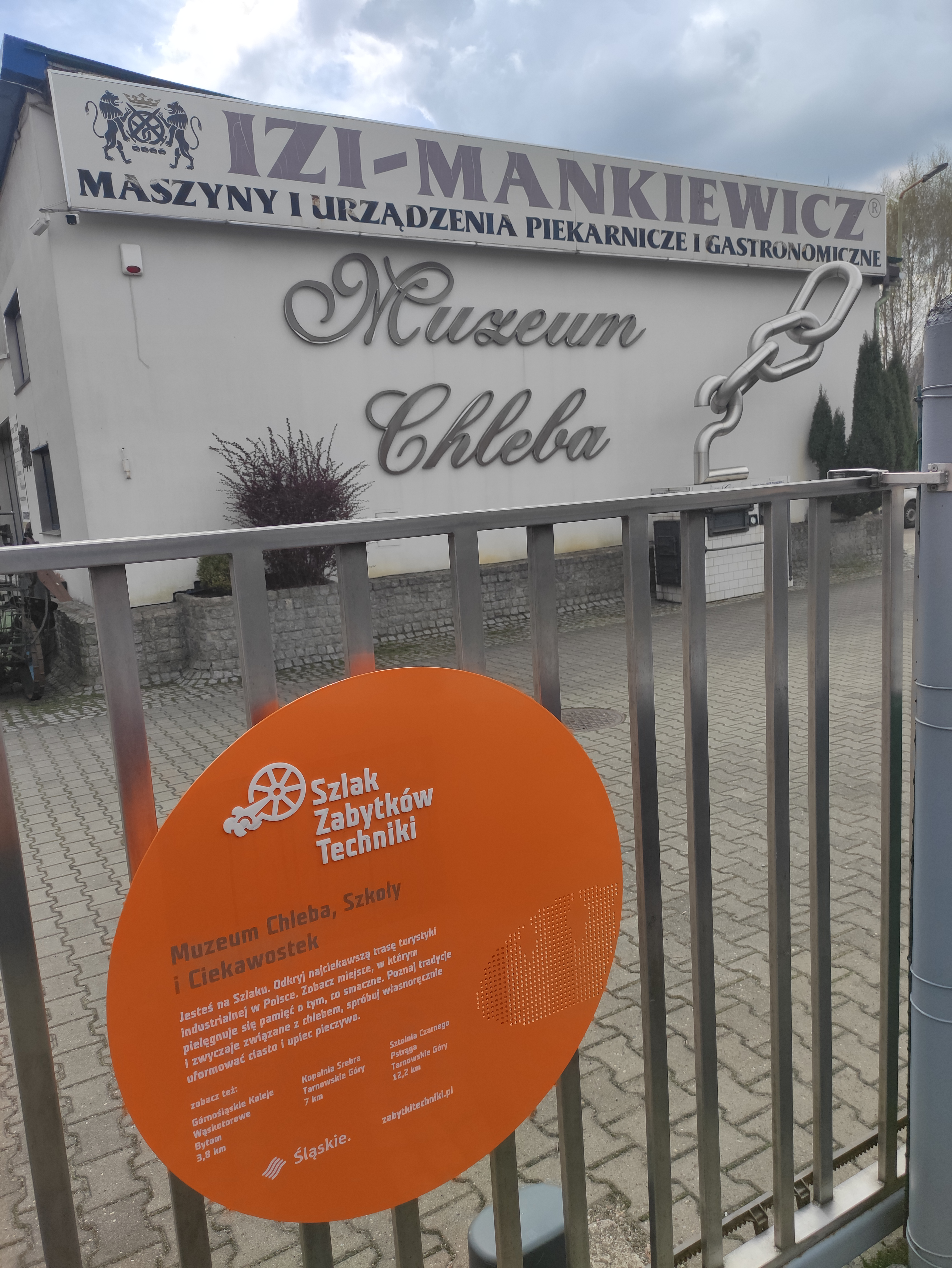
Exteriér muzea
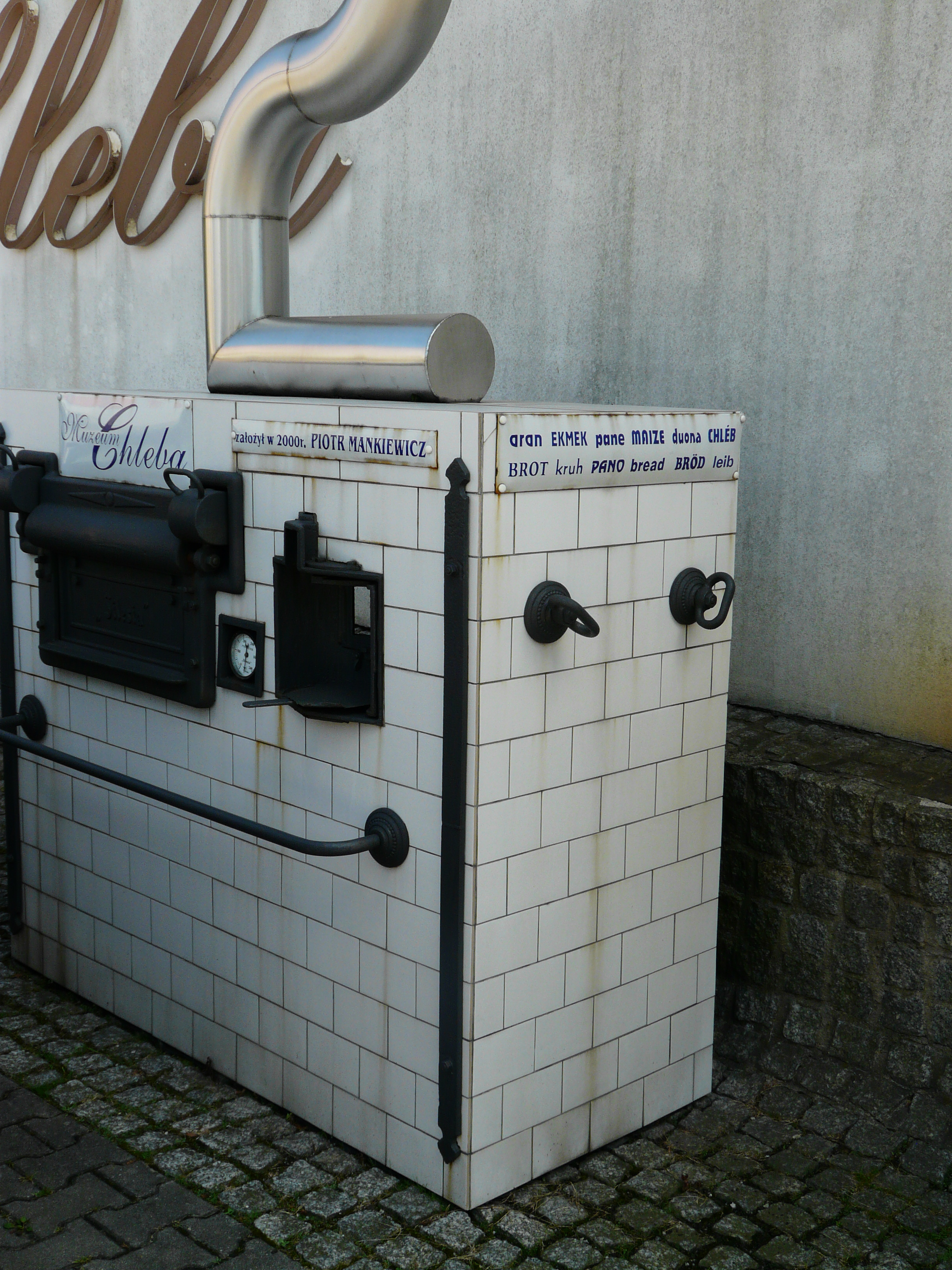
Interiér muzea
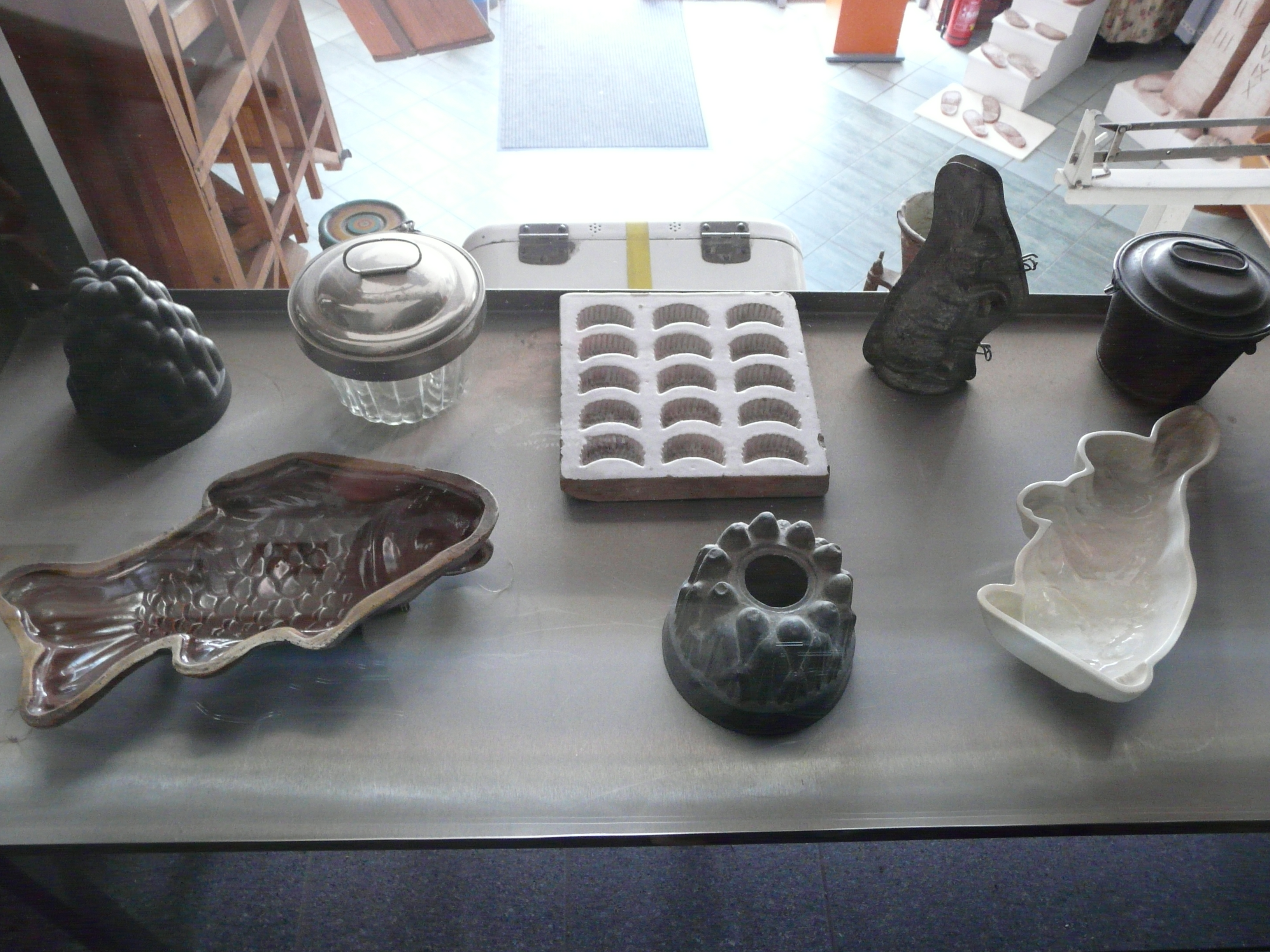
Interiér muzea
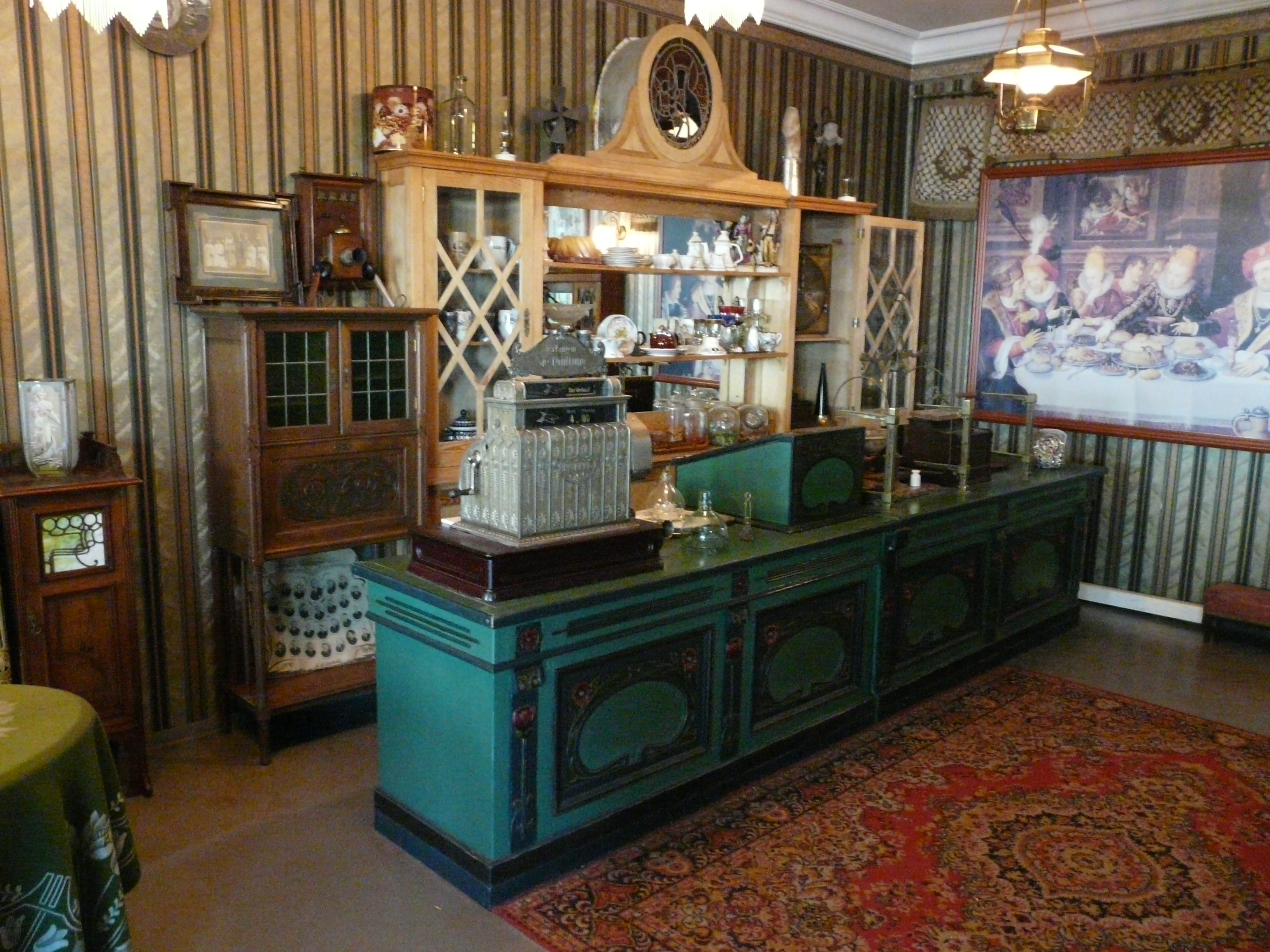
Interiér muzea
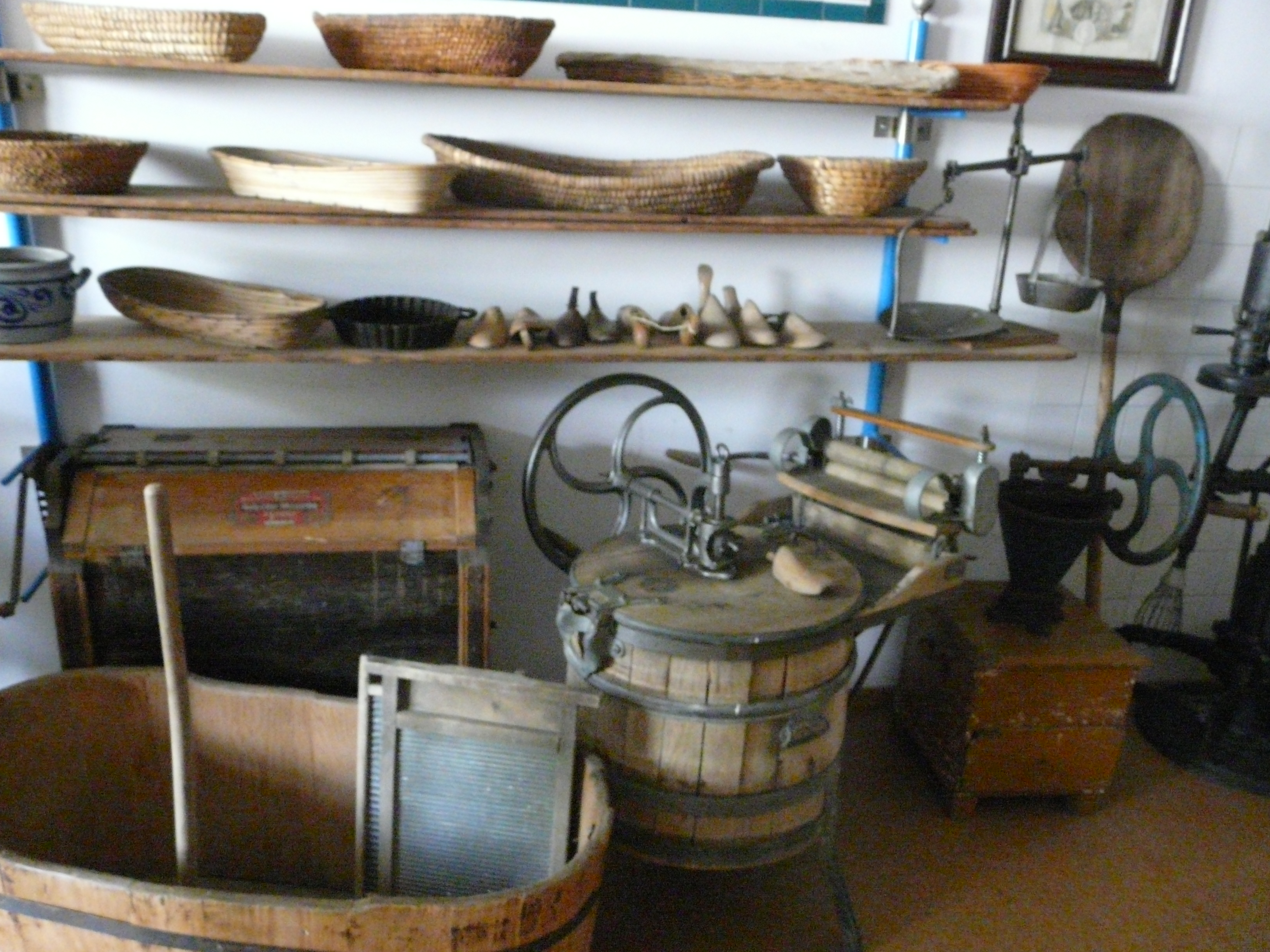
Interiér muzea
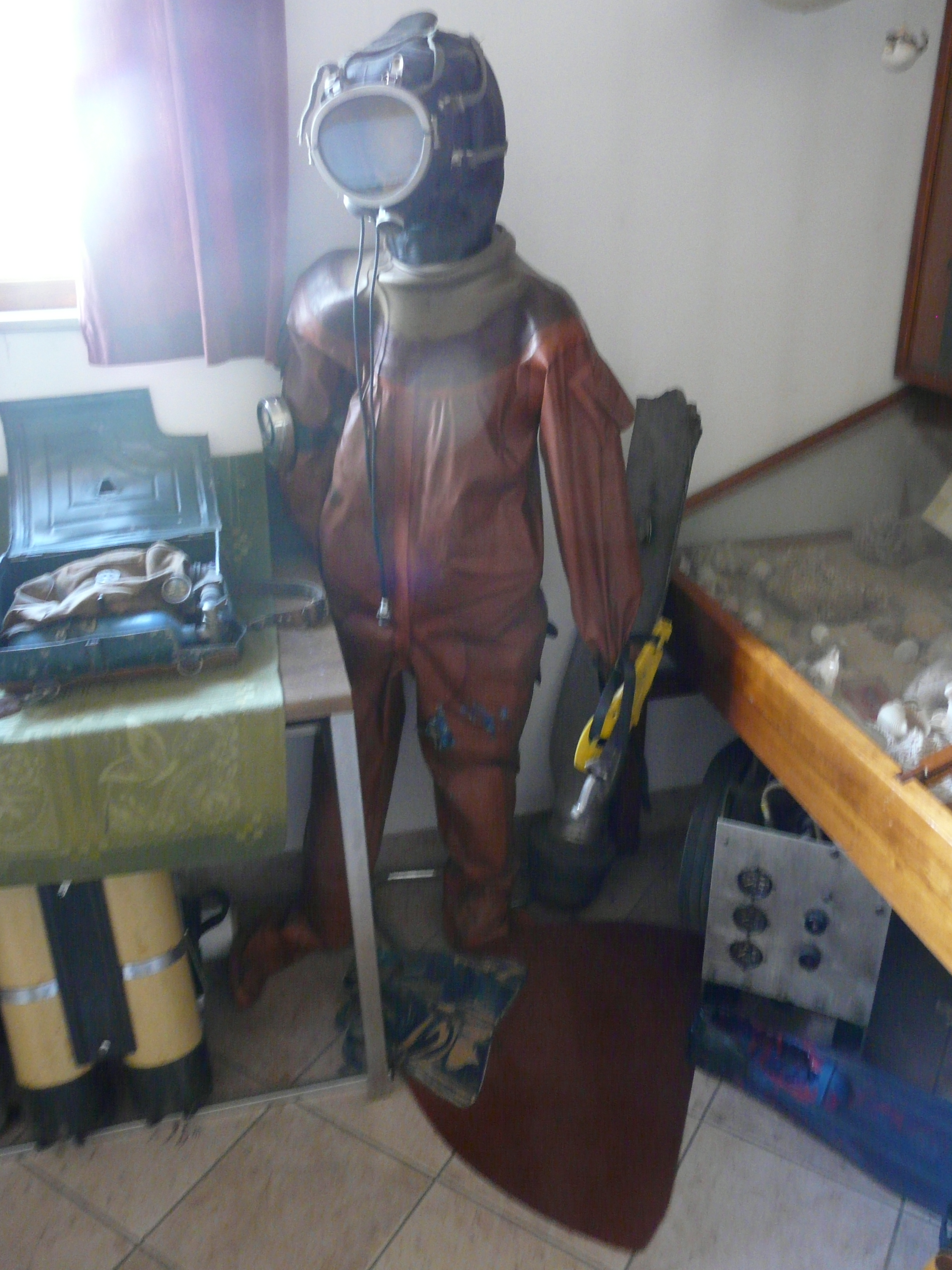
Interiér muzea
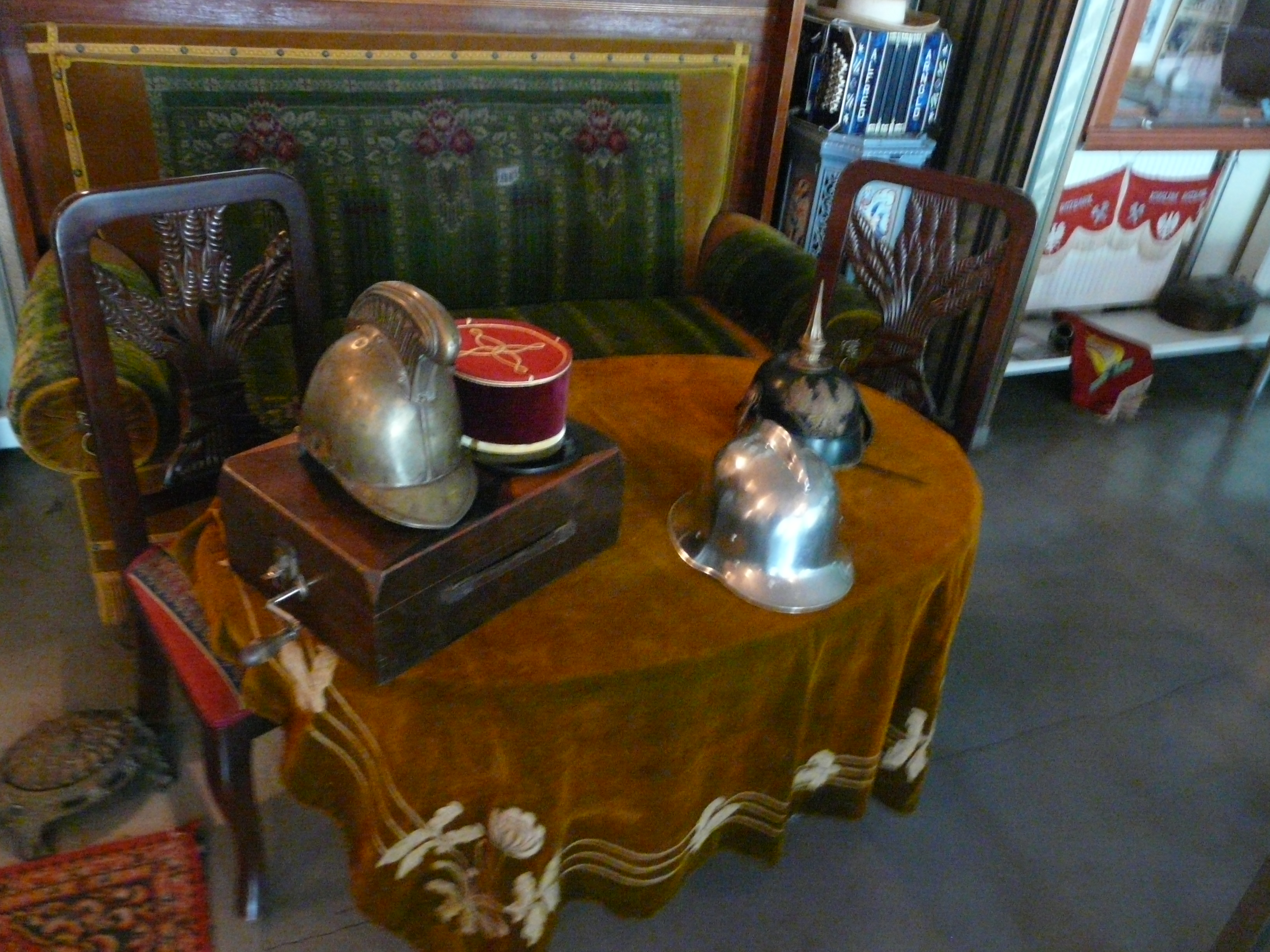
Interiér muzea